# Alsancak Mustafa Denizli Stadyumu
Alsancak Mustafa Denizli Stadyumu – stadion piłkarski w Izmirze, w Turcji. Został otwarty 26 listopada 2021 roku. Może pomieścić 15 000 widzów. Swoje spotkania rozgrywają na nim piłkarze klubu Altay SK. Obiekt powstał w miejscu dawnego Alsancak Stadyumu.
Kamień węgielny pod budowę nowego stadionu położono 9 września 2017 roku. Obiekt powstawał w miejscu dawnego Alsancak Stadyumu, rozebranego w 2015 roku. Z powodu licznych problemów i zmian w projekcie, prace nieco się przedłużyły i uroczyste otwarcie z udziałem prezydenta Turcji Recepa Tayyipa Erdoğana miało miejsce 26 listopada 2021 roku, a pierwszy mecz (Altay SK – Hatayspor 1:2) rozegrano na nim 10 grudnia 2021 roku. Nowy obiekt otrzymał imię trenera Mustafy Denizliego.
Stadion posiada dwie piętrowe trybuny położone wzdłuż boiska oraz jedną mniejszą, jednopoziomową, zlokalizowaną za południową bramką i przeznaczoną dla kibiców gości. Pojemność areny wynosi 15 000 widzów.